# Internierungslager Vittel

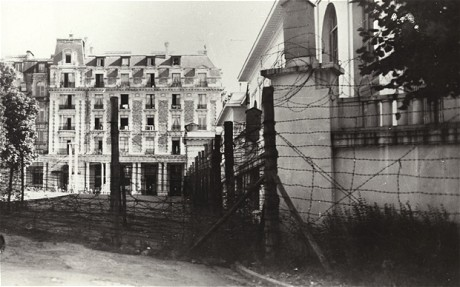
Grand Hôtel de Vittel, umgeben von Zäunen

Das Internierungslager Vittel (frz. Camp d’internement de Vittel) war im Zweiten Weltkrieg ein deutsches Internierungslager für privilegierte Häftlinge, das in der für ihre Heilbäder bekannten Kurstadt Vittel in den Vogesen in der Nähe von Nancy im Nordosten Frankreichs eingerichtet wurde. Es gehörte zum Frontstalag 194 und wurde von Hauptmann Otto Landhauser kommandiert.

## Geschichte
Nach dem Waffenstillstand von Compiègne (1940) setzte die Wehrmacht britische Zivilisten im besetzten Frankreich als feindliche Ausländer (engl. Enemy Alien) in gewöhnlichen Kriegsgefangenenlagern unter schlechten Bedingungen fest. Nach Protesten und der britischen Drohung, deutsche Internierte im Gegenzug in den hohen Norden Kanadas zu bringen, wurde ein Hotelkomplex im Kurort Vittel in ein Internierungslager hauptsächlich für britische und kanadische Frauen, Kinder und ältere Männer umfunktioniert. Die ersten 2.060 Gefangenen kamen am 1. Mai 1941 an. Mit dem Kriegseintritt der Vereinigten Staaten im Dezember 1941 kamen auch US-Bürger in das Lager.
Sowohl von deutscher Seite als auch von alliierter Seite bestand jeweils ein generelles Interesse, internierte Staatsbürger auszutauschen. Ein erster Austausch von etwa hundert überwiegend kranken und älteren britischen Frauen aus Vittel fand am 21. November 1943 gegen deutsche Militärkrankenschwestern im schwedischen Göteborg statt. Amerikanische Internierte wurden im März 1944 in Lissabon und im Mai 1944 in Barcelona ausgetauscht.
Da die Zahl internierter Deutscher höher war als die Zahl der internierten mit alliierter Staatsangehörigkeit, konnten auch sogenannte Austauschjuden nach Palästina ausgetauscht werden, sofern sie über ausländische Pässe, Visa oder sonstige Dokumente von ausländischen staatlichen Stellen verfügten, auf eine Austauschliste gesetzt waren und ihr Aufenthalt von deutscher Seite bekannt war und sie noch nicht umgekommen waren. 1943 kamen italienische Juden, siebzig Frauen mit sowjetischen Pässen aus Bergen-Belsen und belgische und holländische Juden aus Malines und Westerbork ins Lager.
Im Januar und Mai 1943 transferierten die deutschen Behörden Juden aus dem Ghetto Warschau, die (teilweise gefälschte) Pässe verschiedener südamerikanischer Länder hatten, für einen möglichen Austausch nach Vittel. Auf Ersuchen von Alois Brunner an Adolf Eichmann untersuchte eine besondere Kommission aus Berlin im Januar 1944 die Dokumente und erklärte sie für ungültig. Die lateinamerikanischen Länder weigerten sich, die Papiere als gültig anzuerkennen und die Inhaber schwebten in Lebensgefahr. Jüdische Organisationen, das Internationale Rote Kreuz, das amerikanische War Refugee Board und die angelsächsischen Außenministerien übten Druck auf die lateinamerikanischen Länder aus, die Gültigkeit der Papiere formal anzuerkennen. Anfang April wurde durch eine NBC-Sendung – verständigt durch Agudath Israel und den Whistleblower im Finanzministerium DuBois Jr. – öffentlich bekannt, dass das State Department sich bis dahin sechs Wochen lang geweigert hatte, die amerikanische Auslandsvertretung in Bern auf Anfrage des War Refugee Board aufzufordern, sich mit Hochdruck um die Anerkennung dieser Papiere von „238 Juden“ in Vittel zu kümmern.
Am 18. April 1944 wurden 166 Personen und am 16. Mai 1944 noch einmal 51 Personen der Juden mit zweifelhaften südamerikanischen Papieren in das Sammellager Drancy deportiert. Sie wurden von dort in Sammeltransporten mit weiteren Gefangenen am 29. April mit Transport Nr. 72 und am 18. Mai mit Transport Nr. 75 in das Vernichtungslager Auschwitz gebracht und dort vergast. Drei Personen gelang die Flucht vor der Ankunft in Auschwitz.
Im Juni 1944 gelangte aus Vittel eine Gruppe von 62 jüdischen Internierten in Wien zu einem Kontingent von Austauschjuden aus Bergen-Belsen. Das Kontingent wurde gegen deutsche Internierte am Grenzbahnhof Meydan Ekbaz an der syrisch-türkischen Grenze ausgetauscht und erreichte am 10. Juli Haifa. Am 10. und 24. Juli 1944 fuhren etwa 400 und 600 Internierte zu zwei großen Austauschaktionen in Lissabon ab. Die Größenordnung lässt vermuten, dass die heranrückende Front eine Rolle für die Austauschentscheidung spielte.
Am 2. September 1944 rückten die deutschen Truppen ab und lokale freifranzösische Einheiten übernahmen das Lager. Am 12. September erreichte die französische 2. Panzerdivision Vittel.

## Schicksal namhafter Internierter
Unter Vittels Häftlingen war auch der große Dichter Jizchak Katzenelson (1886–1944), der ebenfalls in Auschwitz starb und der im Internierungslager Vittel sein Lid funm ojsgehargetn jidischen folk (Lied vom ausgemordeten jüdischen Volk) schrieb.
Ebenfalls im Lager interniert war Hillel Seidman (1907–1995), der Archivar der Warschauer Kehilla (Gemeinschaft aller Juden), der im Warschauer Ghetto ein Tagebuch führte und dem Tod entging. Er lebte später in den USA.

## Gedenktafeln

### Gedenktafel für US- und englische Bürger
Eine Gedenktafel am Eingang des ehemaligen Lagers hat die folgende Aufschrift (mit deutscher Übersetzung):
| Ici était l'entrée du camp ou furent internés les citoyens américains et anglais du 1er mai 1941 au 12 Septembre 1944. | Hier befand sich der Eingang des Lagers, in dem vom 1. Mai 1941 bis zum 12. September 1944 amerikanische und englische Bürger interniert wurden. |

### Gedenktafel für polnische Juden
Eine Gedenktafel an der Stelle des ehemaligen Lagers hat die folgende Aufschrift (mit deutscher Übersetzung):
| Ici furent internés (janvier 1943–avril 1944) 300 juifs de Pologne qui après de cruelles pérégrinations périrent à Auschwitz le 1er mai 1944 victimes de barbarie nazie. Parmi eux se trouvait le grand poète Itshak Katsnelson. Plaque apposée par la Fédération des sociétés juives de France, 6 février 1955 | Hier wurden (Januar 1943–April 1944) 300 Juden aus Polen interniert, die nach grausamen Wanderungen am 1. Mai 1944 in Auschwitz als Opfer der nationalsozialistischen Barbarei starben. Unter ihnen befand sich auch der große Dichter Jizchak Katzenelson. Von der Fédération des sociétés juives de France angebrachte Tafel, 6. Februar 1955. |

## Film
- Joëlle Novic: Passeports pour Vittel (53 min), Dokumentarfilm 2007